# 王在臺
王在臺（？—？），字爾基，號肇區，山西太原府文水縣人，明朝政治人物，萬曆癸丑進士，官至陝西參政。

## 生平
萬曆三十一年（1603年）癸卯科舉人，四十一年（1613年）癸丑科進士。吏部觀政，授任山東滕縣知縣，四十六年改任顺德府儒學教授，四十八年升國子監學正，天啓元年入为户部雲南司主事，四年升员外郎、升署郎中，延宁管粮。崇祯二年（1629年）陞戶部陝西司郎中。出為陝西漢中府知府，崇祀名宦。五年升陕西副使，擢陝西布政司參政，分守關南道。廷推鄖陽巡撫，乞休不任

## 家族
曾祖王守安，寿官。祖父王朝卿，倉大使。父王振纓，庠生。兄王在囿、在庭，俱庠生。侄子王宪中，字以章，號湛初，崇祯十二年己卯科舉人。